# Neuropszichológia
A neuropszichológia az agysérülések következtében a megismerőrendszerben megjelenő deficitmintázatokat rendszerező tudományág. A pszichológia egyik napjainkban jelentős kísérleti ágazataként nemcsak a diagnózissal és a kezeléssel foglalkozik, hanem azt is vizsgálja, hogy az egyes idegrendszeri rendellenességek hogyan befolyásolják a sérült személy viselkedését és kognícióját. Amíg a neurológia kizárólag az idegrendszer fiziológiájával foglalkozik, a neuropszichológia összeveti azt a modern kognitív pszichológia eredményeivel, az agy és az elme közötti kapcsolatot kutatva. A klasszikus neuropszichológia az egyes megismerőfunkció-kieséseket okozó agykárosodások lokalizációjával foglalkozott, amelynek hagyományait a 19. században Paul Broca és Carl Wernicke teremtette meg a nyelvi zavarok kutatásával. A klasszikus neuropszichológia a tünetek és a sérülés eredete alapján próbált homogén betegcsoportokat képezni, ezzel szemben az úgynevezett kognitív neuropszichológia az egyedi funkcionális mintázatokra helyezi a hangsúlyt.
A neuropszichológia viszonylag fiatal tudományág, a 20. század közepén lezajlott kognitív forradalom óta van jelentős szerepe az idegtudományban, azonban történeti előzményei több ezer éves múltra nyúlnak vissza. A viselkedés és az agy közötti kapcsolatot már az ókor kiemelkedő tudósa, Hippokratész is feltételezte, majd a felvilágosodás korabeli francia polihisztor, René Descartes foglalkozott a test-elme kapcsolat kérdéseivel.
Descartes dualista elmélete után a következő jelentős alak a neuropszichológia történetében az angol Thomas Willis volt a XVI. században, az agy fiziológiai kutatásának egy korai úttörője. Willis alkotta meg a "lebeny" (lobe) és "félteke" (hemisphere) szavakat, valamint ő volt az elsők egyike, aki kutatásaiban a neurológia kifejezést használta. Elmélete szerint az agy komplexebb részei, mint például az agykéreg, vagy a hipotalamusz felelősek a bonyolult, magasabb szintű tevékenységek végrehajtásáért és a racionális gondolkodásért, míg az egyszerűbb, ősibb struktúrák, mint az agytörzs felelősek az ösztönjellegű, automatikus viselkedésekért.
A nagymértékű előrelépés azonban a XIX. században történt, ugyanis ekkor különítette el Broca és Wernicke a beszédértésért, illetve a beszédképzésért felelős agyterületeket. Charles Scott Sherrington 1904-ben publikálta a XX. század idegtudományának egyik legmeghatározóbb munkáját, benne a reflexekre és a mozgató működésekre vonatkozó alapvető felismerésekkel, valamint ő használta először a szinapszis fogalmát. Az idegsebészet fejlődése és együttműködése az elektrofiziológiával tette lehetővé, hogy ingerléses vizsgálatok révén további, többek között lokalizációs természetű adatok váltak hozzáférhetővé. 1906-ban az orvosi-élettani Nobel-díjat a spanyol Santiago Ramón y Cajal és az olasz Camillo Golgi kapták a neuronok morfológiájára vonatkozó korszakalkotó felismeréseikért. Az idegtudomány rohamos fejlődése, az agyi képalkotó eljárások egyre precízebb módszereinek megjelenése és az egyre inkább teret hódító kognitív pszichológia elméletei vezettek a neuropszichológia mint önálló tudományág megjelenéséhez, amely napjainkra a kísérleti pszichológia egyik igen széles körű szakirodalommal rendelkező, dinamikusan fejlődő, integratív ágazatává vált.
A gyakorlatban a képzett neuropszichológusok dolgozhatnak kutatóként (egyetemeken, kutatóintézetekben) vagy klinikai közegben, ahol különböző genetikai (pl. autizmus, Asperger-szindróma, Tourette-szindróma stb.) vagy szerzett idegrendszeri károsodást szenvedett személyek diagnosztizálásában és rehabilitációjában veszek részt.